# آب‌انبار آبقه
آب‌انبار آبقه اثری تاریخی مربوط به دوران‌های تاریخی پس از اسلام - دوره قاجار است و در شهرستان تایباد، بخش مرکزی، روستای آبقه واقع شده و این اثر در تاریخ ۳۰ تیر ۱۳۸۴ با شمارهٔ ثبت ۱۲۲۲۹ به‌عنوان یکی از آثار ملی ایران به ثبت رسیده است.